# کالج ایالتی بوفالو
کالج ایالتی بوفالو (انگلیسی: Buffalo State College) یک دانشگاه دولتی است که در بافلو، نیویورک ایالات متحده آمریکا واقع شده‌است. این کالج وابسته به دانشگاه ایالتی نیویورک است.
کالج دولتی بوفالو در سال ۱۸۷۱ به عنوان مدرسه عالی بوفالو برای آموزش معلمان تأسیس شد.